# Синьчжоу (Ухань)
Синьчжо́у (кит. упр. 新洲, пиньинь Xīnzhōu) — район городского подчинения города субпровинциального значения Ухань провинции Хубэй (КНР).

## История
В античные времена на территории современной провинции Шаньдун существовало царство Чжу (Цзоу) — 邾国. После того, как оно было завоёвано царством Чу, правившая в нём семья была переселена в эти места — так в местных названиях появился топоним «Чжу».
Во времена империи Хань здесь был образован уезд Чжусянь (邾县). В эпоху Южных и Северных династий он был расформирован, а в этих местах был создан округ Циань (齐安郡). Во времена империи Суй в 585 году округ Циань был преобразован в область Хуанчжоу (黄州). В 605 году в этих местах был создан уезд Хуанган (黄冈县). Во времена империи Тан в IX веке областные и уездные власти переехали на новое место, и поэтому старое их месторасположение стали называть «цзючжоу» (旧州, «старая область»), а новое месторасположение — «синьчжоу» (新州, «новая область»). Постепенно это название стало топонимом, в котором «чжоу» вместо иероглифа 州 стало записываться иероглифом 洲.
В 1949 году был образован Специальный район Хуанган (黄冈专区), и уезд Хуанган вошёл в его состав. В 1951 году западная часть уезда Хуанган была выделена в отдельный уезд Синьчжоу (新洲县). В 1970 году Специальный район Хуанган был переименован в Округ Хуанган (黄冈地区)
В 1983 году уезд Синьчжоу был передан из состава округа Хуанган под управление властей Уханя.
В 1998 году решением Госсовета КНР уезд Синьчжоу был преобразован в район городского подчинения.

## Административное деление
Район делится на 12 уличных комитетов и 1 посёлка.